# جبال النمامشة
جبال النمامشة هي سلسلة جبال في الجزائر تقع في شرق البلاد وتشكل جزءًا من الأطلس الصحراوي، ويقع بالقرب من جبال الأوراس، ويسكنه قبيلة الشاوية.

## الجغرافية
تعد الجبال أكبر أجزاء أطلس الصحراوي. تقع بين سلسلة جبال الأوراس في الغرب، وجبال تبسة في الشمال الشرقي. وهي تشكل مجموعة من الهضاب التي تسيطر على الصحراء ويفصل بينها المنخفضات الهائلة. يقطع الحدود الطبيعية واد العرب مع سلسلة جبال الأوراس. تمتد جبال النمامشة شرقاً حتى الحدود التونسية. يبلغ ارتفاع جبل دخانة ذروته عند 1 712 م، ويبلغ جبل فوة 1 500 م تقريبًا، وجبل أونك 1 338 م؛ التضاريس جبلية في الشمال، وجداولية في الجنوب، ومفتوحة على السهول.
الجبال قليلة الأشجار، وتغطيها السهوب، ومناخها شبه جاف مع شتاء بارد، بمتوسط هطول سنوي يبلغ 256 مليمتر (10.1 بوصة)، وقد تصل في أعلى القمم إلى 550 مليمتر (22 بوصة) في الشمال، و350 مليمتر (14 بوصة) في الجنوب الغربي. وتفتقر الجبال للحيوانات ايضاً، فهي تشتمل بشكل أساسي حيوان الأروية، والغزلان، ونسور حدأة.

## السكان
الجبال هي جزء من «النمامشة»، وهي اتحاد قبائل رعوية أمازيغية تنتمي إلى الشاوية، تحيط بها مدينة تبسة وبئر العاتر وخنشلة وخنقة سيدي ناجي.

## آثار

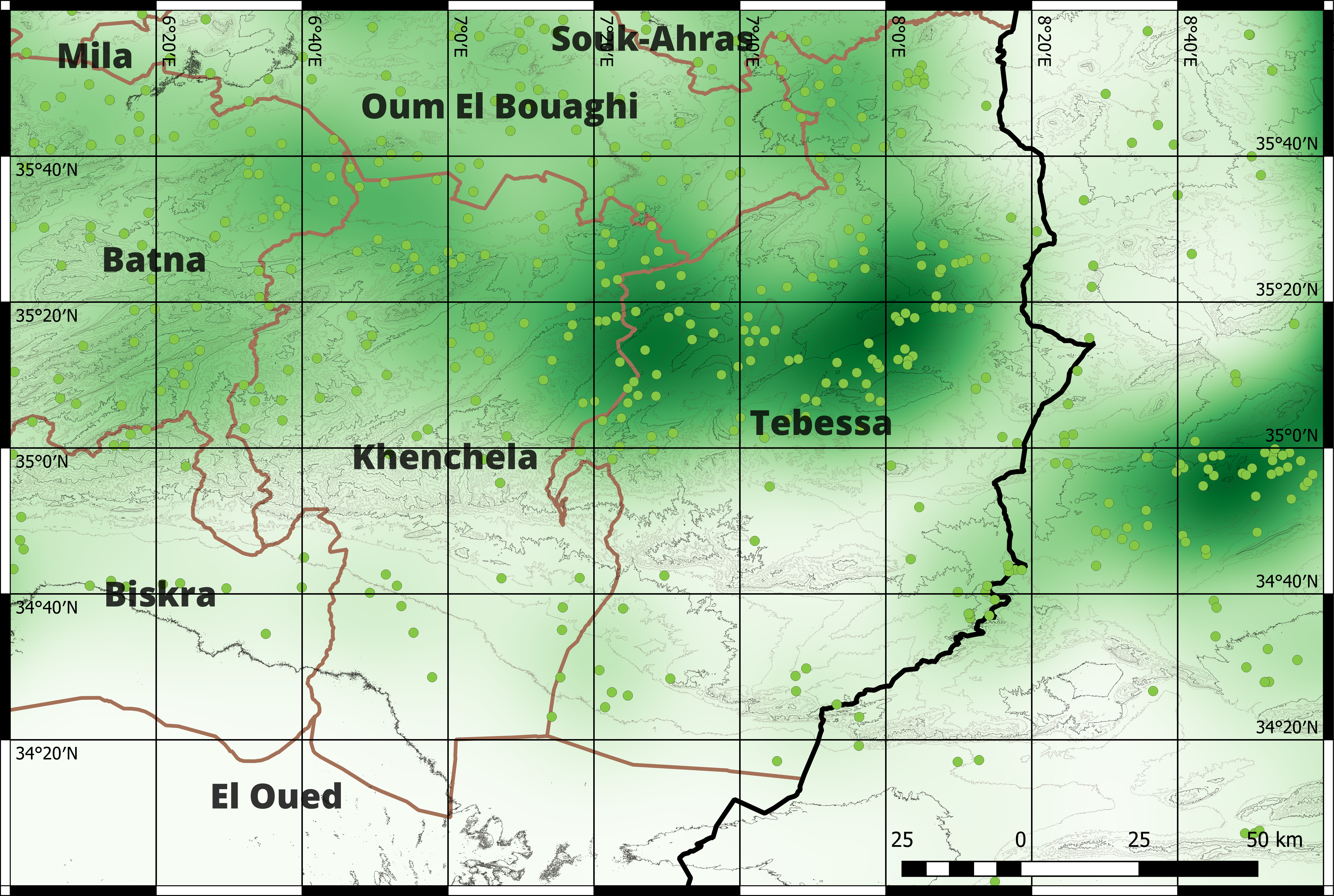
كثافة وتوزيع الآثار القديمة في الجبال.

تحتوي جبال نمامشة أيضًا على مواقع مهمة تعود إلى عصور ما قبل التاريخ بما في ذلك موقعان يرجع تاريخهما إلى العصر الحجري القديم: موقع الأشوليان في الماء الأبيض وموقع في بئر العاتر.